# Liste des présidents du Club alpin belge
Cet article présente la liste des présidents du Club alpin belge (CAB) selon sa dénomination la plus récente, Climbing Mountaineering Belgium (CMBEL):
- 1883-1884: Jean Crocq (premier président)[1];
- 1884-1887: Auguste Couvreur[2].
- Avant la première guerre mondiale: 
  - Oscar Landrien (1887 - début XXème siècle)[3];
  - Eugène Goblet d'Aviella[4];
- 1924-1943: Henri La Fontaine[5];

- Après la Seconde Guerre mondiale[4]: 
  - Pierre Orts (1945-1950) ;
  - Paul De Groote (1950-1959) ;
  - Baudouin de Grunne (1959-1975)[6];
  - François Van Ingh (1975-1978).
- À partir de 1978 (scission entre une ligue néerlandophone et francophone)[4]: 
  - ligue francophone: Paul De Genst, Pierre Lemal, Guy Van Kerkhoven, Georges Janty (1991-2002), José Vandevoorde (2012-2014), Didier Marchal (2014-2024) et Yann Lefrançois (2024) ;
  - ligue néerlandophone: Joseph De Roeck.